# Samuel J. Locklear

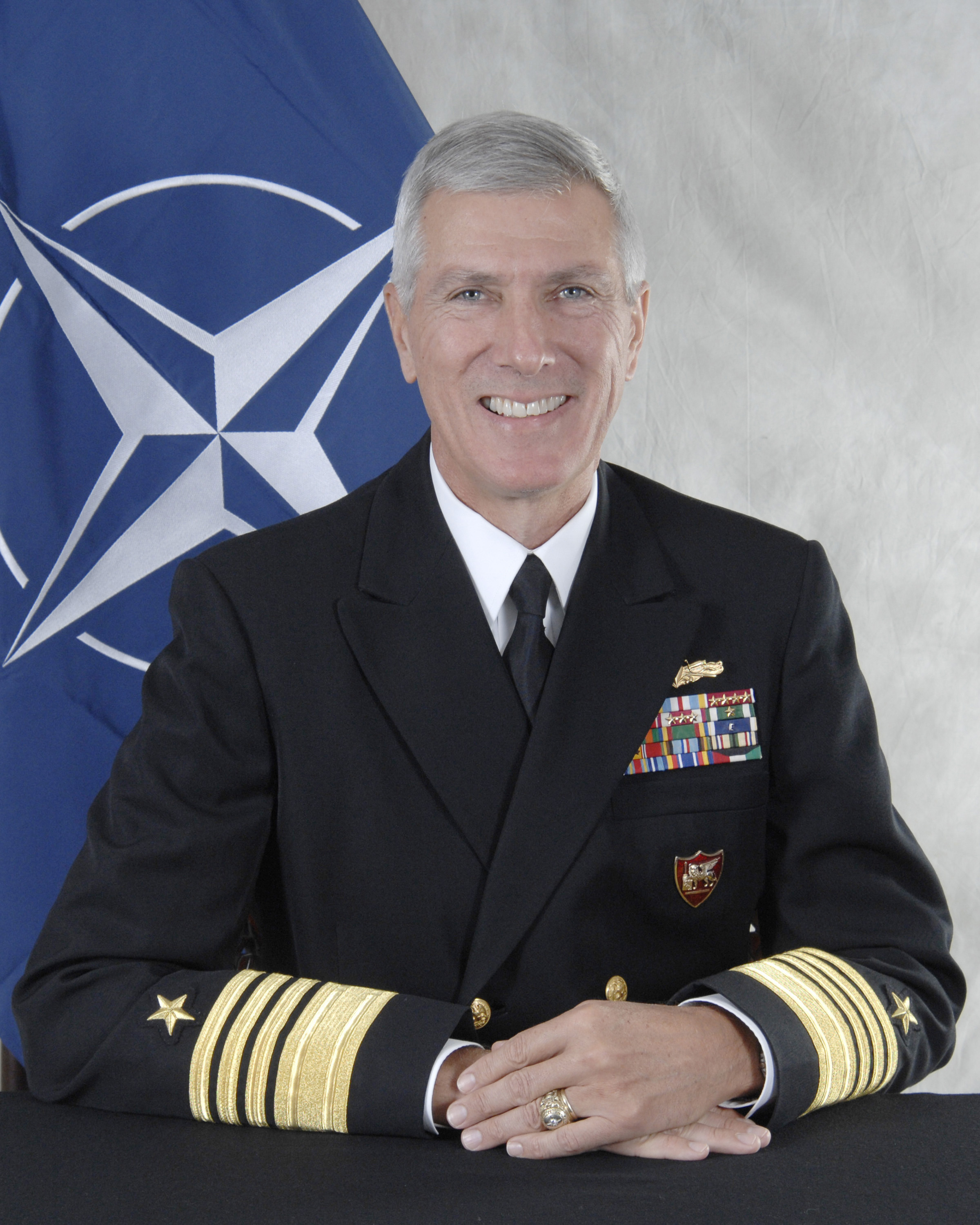
Samuel J. Locklear III

Admiral Samuel J. Locklear III (* 28. Oktober 1954) der United States Navy war bis Mai 2015 Kommandeur des United States Pacific Command. Er war zuvor  Kommandeur der United States Naval Forces Europe und gleichzeitig NATO-Befehlshaber der Allied Joint Force Command Naples.

## Leben
Er ist Absolvent der United States Naval Academy von 1977, wo er den Bachelor of Science in Operations Analysis erwarb. Nach seinem Auftrag als Fähnrich diente er an Bord der William V. Pratt als Hauptantriebs-Assistant und Missile Fire Control Officer. Er war damals für die Ausbildung und den Dienst im Navy-Nuklearantriebsprogramm ausgewählt und diente als Electrical Principal Assistant auf der Carl Vinson. Er erreichte den Abschluss mit Top Gun-Auszeichnung vom Surface Warfare School Abteilungsleiter und war als Operations Officer and Engineering Officer auf der Callaghan, und als Executive Officer der Truxtun. Anschließend kommandierte er die Leftwich. Im Oktober 2002 übernahm er das Kommando der Cruiser-Destroyer Group 5 und Nimitz Strike Group und stellte sich im Jahre 2003 zur direkten Unterstützung der Operation Iraqi Freedom und Operation Enduring Freedom bereit.
Im März 2011 wurde er Kommandant von US Navy-Streitkräften zur Durchsetzung der libyschen Flugverbotszone. Dort war im Februar 2011 ein Bürgerkrieg ausgebrochen.
Vom 9. März 2012 bis zum 27. Mai 2015 war Locklear Kommandeur des United States Pacific Command.
Im März 2013 kündigte Nordkorea den seit Jahrzehnten bestehenden Waffenstillstand. Locklear erklärte bei einem Hearing des US-Senats, der Diktator Nordkoreas Kim Jong Un habe das Jahr 2012 genutzt, um seine Kräfte zu bündeln.
Die größte Bedrohung der Sicherheit sieht Locklear in der globalen Erwärmung.
Nachdem China im Mai 2014 eine Ölplattform bei den Paracel-Inseln in Gewässer gebracht hatte, die auch von Vietnam beansprucht werden, warnte Locklear vor einer militärischen Konfrontation.

## Auszeichnungen
Auswahl der Dekorationen, sortiert in Anlehnung der Order of Precedence of Military Awards:
- Defense Distinguished Service Medal
- Navy Distinguished Service Medal (2 ×)
- Defense Superior Service Medal
- Legion of Merit
- Bronze Star
- Meritorious Service Medal (4 ×)
- Navy & Marine Corps Commendation Medal (2 ×)
- Navy & Marine Corps Achievement Medal (3 ×)
- Navy Unit Commendation
- National Defense Service Medal (3 ×)
- Southwest Asia Service Medal
- Global War on Terrorism Expeditionary Medal
- Global War on Terrorism Service Medal
- Armed Forces Service Medal
- NATO Meritorious Service Medal